# Parlament der Republik Kongo

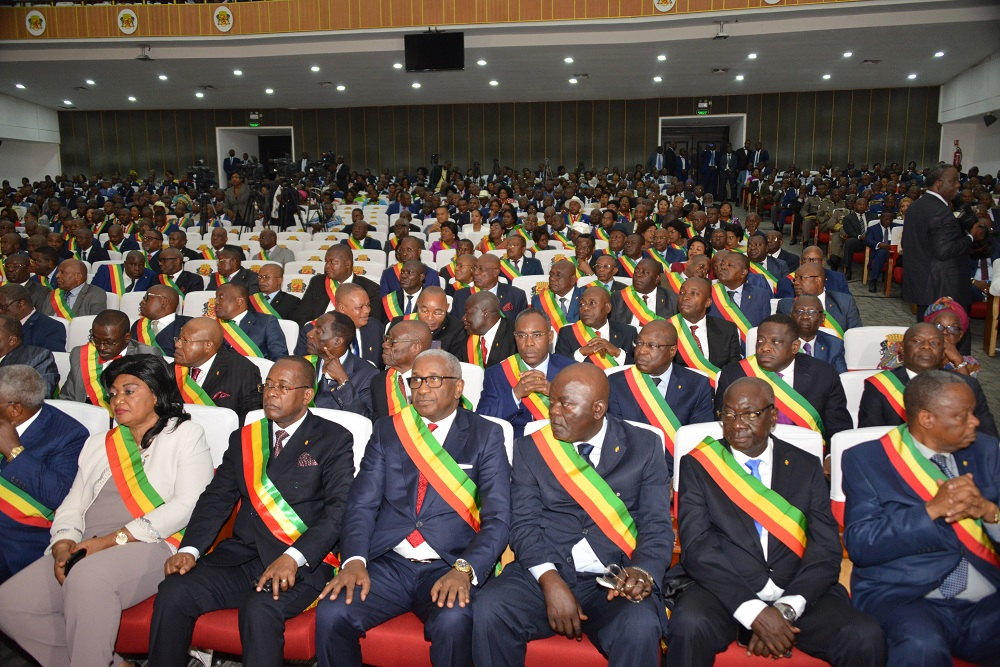
Kongolesische Parlamentarier (2019)

Das Parlament der Republik Kongo (französisch: Parlement de la république du Congo) ist ein Zweikammersystem und besteht aus:
- Dem Senat (Oberhaus)
- Der Nationalversammlung (Unterhaus)

Die Republik Kongo hatte nach seiner Unabhängigkeit zuerst ein Einkammersystem, bei dem die Nationalversammlung mit dem nationalen Parlament identisch war. 1992 wurde schließlich der Senat als zweite Kammer eingeführt.  